# Cappella delle Anime Sante
La Cappella delle Anime Sante è una piccola chiesa sita nel comune di Trepuzzi, in provincia di Lecce.

## Storia
La cappella delle Anime Sante fu edificata nel 1912 per opera dei confratelli della confraternita delle Anime Sante del Purgatorio, ma la visita pastorale del 1911 attesta che era già in via di costruzione.

## Arte

### Esterno
La facciata, coronata da un timpano mistilineo, è inquadrata da quattro lesene corinzie, due per lato. Presenta un portale d'ingresso sormontato da un timpano curvo, sul quale si apre una finestra circolare. Sul lato destro della costruzione si erge il campanile a due piani aperto da bifore.

### Interno
L'interno è di modeste dimensioni. Le pareti sono, quasi per intero, ricoperte da decorazioni a grottesche, eseguite nel 1952 dal pittore trepuzzino Antonio Valzano. È presente un solo altare, dedicato alla Vergine SS. del Carmelo, sul quale è posizionata una tela raffigurante la Madonna del Carmelo, eseguita da Luigi Scorrano nel 1913. In essa è rappresentata la Madonna assisa tra due angeli con Gesù Bambino in braccio, in piedi sul suo ginocchio destro e nel registro sottostante una folla di anime purganti immerse nel fuoco, che si rivolgono imploranti alla Vergine. Ai lati dell'altare sono posizionate due nicchie che ospitano le statue della Vergine Addolorata e della Madonna del Carmine.
La piccola abside è coperta da una volta a spicchi alla base della quale, in una sequenza di sette riquadri, sono raffigurati puttini alati. La volta ospita quattro medaglioni raffiguranti i quattro Evangelisti muniti dei rispettivi simboli identificativi.
Nella cappella è attiva la confraternita delle Anime Sante del Purgatorio.